# لورينزو سوير
لورينزو سوير (بالإنجليزية: Lorenzo Sawyer)‏ هو قاضي ومحامي أمريكي، ولد في 23 مايو 1820 في لي روي في الولايات المتحدة، وتوفي في 7 سبتمبر 1891.